# Königlicher Hof von Tiébélé
Der Königliche Hof von Tiébélé diente als offizielle Residenz des Pè, des Gemeindevorstehers und befindet sich im Zentrum des 1,2 Hektar großen Dorfes Tiébélé.
Der Komplex besteht aus mehreren charakteristischen Elementen: dem Pourou, dem heiligen Hügel, auf dem die Plazenten der Familienmitglieder begraben sind, dem Nabarê, dem Ahnenaltar, dem roten Feigenbaum, die heiligen Steine, die Gerichtsbox, dem Ahnenfriedhof und die Konzessionen. Die Konzessionen sind in fünf Bereiche unterteilt, die den folgenden Kategorien entsprechen: Prinzen, Trommelwächter, Älteste, kleine Brüder und Wortführer. Jede Konzession ist um ein Mutterhaus herum angeordnet, das von oben betrachtet die Form einer Acht hat. Der gesamte Hof ist von hohen Umfassungsmauern umgeben, die durch die Mauern der Wohnhäuser verbunden sind.
Der königliche Hof spiegelt am deutlichsten das Kunsthandwerk der Kassena wider, das Burkina Faso im 15. Jahrhundert erstmals besiedelte. Tiébélé-Häuser werden vollständig aus lokalen Materialien wie Lehm, Holz, Stroh und Kuhmist gebaut und schaffen ein günstiges Innenklima für die Bewohner, diene aber auch als Schutz gegen Feinde. Diese Häuser sind traditionell als Sukhala bekannt und werden entsprechend der Rollenverteilung der Kassena von den Männern während der Trockenzeit (November bis März) gebaut und von den Frauen kurz vor der Regenzeit dekoriert. Die Verzierungen dienen in erster Linie dazu, die Lehmwände vor dem Abschwemmen zu schützen, haben sich aber auch zu einer Kunstform entwickelt, die Motive und Symbole verwendet, um die Bräuche, die Religion und den Glauben der Gesellschaft zu vermitteln.
Im Dorf gibt es drei Gebäudetypen: Kinder leben mit ihren Großeltern in achteckigen Hütten, Paare in rechteckigen Hütten und Alleinstehende in runden Häusern.
Seit dem Jahr 2012 befand sich der Königshof auf der Tentativliste des UNESCO-Weltkulturerbes. Auf der 46. Sitzung des Welterbekomitees wurde der Königshof als Weltkulturerbe eingestuft.